# 2008 Mnet KM 뮤직 페스티벌
2008 Mnet KM 뮤직 페스티벌은 2008년 한 해 동안 최고의 가수, 노래, 앨범에 상을 수여하는 시상식으로, 2008년 11월 15일 서울 잠실 실내 체육관에서 열렸다. 시상식 진행은 가수 비가 맡았다.
이번 시상식의 주제는 MY MKMF였고, 10주년을 맞아 다양한 가수들이 공연을 펼쳤다. 또한 대한민국 시상식 최초로 오픈릴레이 진행을 도입했다. 2008년 시상식은 Mnet KM 뮤직 페스티벌이라는 이름으로 진행하는 마지막 시상식이기도 하다(2009년부터 Mnet 아시안 뮤직 어워드로 바뀜).

## 시상 부문

### 신인상 여자부문
다비치 – 〈미워도 사랑하니까〉
- 문지은 – 〈여우가〉
- 선하 – 〈샨티샨티〉
- 이현지 – 〈키스미 키스미〉
- JOO – 〈남자 때문에〉

### 신인상 남자부문
샤이니 – 〈누난 너무 예뻐〉
- 2AM – 〈이노래〉
- 2PM – 〈10점 만점에 10점〉
- 마이티 마우스 – 〈사랑해〉
- 유키스 – 〈어리지 않아〉

### 발라드 알앤비 음악상
브라운 아이즈 – 〈가지마 가지마〉
- 김동률 – 〈다시 시작해보자〉
- 박지헌 – 〈보고 싶은 날엔〉
- 태양 – 〈나만 바라봐〉
- V.O.S – 〈Beautiful Life〉

### 옥션 네티즌 인기상
동방신기 – 〈주문 (MIROTIC)〉
- 후보 없음

### 댄스 음악상
이효리 – 〈U-Go-Girl (With. 낯선)〉
- 동방신기 – 〈주문 (MIROTIC)〉
- 소녀시대 – 〈Kissing You〉
- 슈퍼주니어 해피 – 〈요리왕〉
- 원더걸스 – 〈Nobody〉

### KFC OST상
SG 워너비, 김종욱 – 〈운명을 거슬러〉
- 유승찬 – 〈그대를 사랑합니다〉
- 태연 – 〈만약에〉
- 테이 – 〈꿈의 시간들〉
- FT 아일랜드 – 〈한가지말〉

### 10주년 기념 Mnet KM PD선정 특별상
신승훈 – 〈그 후로 오랫동안〉
- 후보 없음

### 올해의 발견상
갤럭시 익스프레스

### 하우스&일렉트로닉 음악상
쥬얼리 – 〈One More Time〉
- 거미 – 〈미안해요〉
- 브라운 아이드 걸스 – 〈L.O.V.E〉
- 빅뱅 – 〈하루하루〉
- 엄정화 – 〈D.I.S.C.O〉

### 힙합 음악상
에픽하이 – 〈One (Feat. 지선)〉
- 다이나믹 듀오 – 〈솔로〉
- 마이티 마우스 – 〈에너지〉
- 은지원 – 〈ADIOS〉
- MC몽 – 〈서커스〉

### 록 음악상
넬 – 〈기억을 걷는 시간〉
- 문희준 – 〈Obsession〉
- 서태지 – 〈Moai〉
- 자우림 – 〈카니발 아모르〉
- 트랜스픽션 – 〈Radio〉

### 남자 가수상
서태지 –〈Moai〉
- 김동률 – 〈다시 시작해보자〉
- 태양 – 〈나만 바라봐〉
- 토이 – 〈뜨거운 안녕〉
- MC몽 – 〈서커스〉

### 여자 가수상
이효리 – 〈U-Go-Girl (With. 낯선)〉
- 거미 – 〈미안해요〉
- 서인영 – 〈신데렐라〉
- 엄정화 – 〈D.I.S.C.O〉
- 윤하 – 〈텔레파시〉

### 10주년 기념 Remember 1999
H.O.T – 〈행복〉
- 후보 없음

### 해외 시청자상
동방신기 – 〈주문 (MIROTIC)〉
- 후보 없음

### 아시아 뉴 스타상
방대동
- 후보 없음

### 여자 그룹상
원더걸스 – 〈Nobody〉
- 브라운 아이드 걸스 – 〈LOVE〉
- 소녀시대 – 〈Kissing You〉
- 씨야 – 〈핫 걸〉
- 원더걸스 – 〈Nobody〉
- 쥬얼리 – 〈One More Time〉

### 남자 그룹상
빅뱅 – 〈하루하루〉
- 동방신기 – 〈주문 (MIROTIC)〉
- 에픽하이 – 〈One (Feat. 지선)〉
- FT 아일랜드 – 〈사랑후애〉
- SG 워너비 – 〈라라라〉

### 뮤직비디오 작품상
원더걸스 – 〈Nobody〉
- 다이나믹 듀오 – 〈솔로〉
- 엄정화 – 〈D.I.S.C.O〉
- 에픽하이 – 〈One (Feat. 지선)〉
- 태양 – 〈기도〉

### 올해의 노래
원더걸스 – 〈Nobody〉
- 동방신기 – 〈주문 (MIROTIC)〉
- 빅뱅 – 〈하루하루〉
- 에픽하이 – 〈One〉
- 이효리 – 〈U-Go-Girl (With. 낯선)〉

### 올해의 가수
빅뱅
- 동방신기
- 서태지
- 이효리
- 원더걸스

### 올해의 앨범상
동방신기 – MIROTIC
- 김동률 – Monologue
- 브라운 아이즈 – Two Things Needed For The Same Purpose And 5 Objets
- 에픽하이 – Pieces, Part One
- 토이 – Thank You

## 공연
- 이민기 – 〈My Way〉
- 2PM – 〈U〉
- 유키스 – 〈경고〉
- 샤이니 – 〈Rising Sun〉
- 2AM – 〈거짓말〉
- 마이티 마우스 – 〈Brand New〉
- 문희준 – 〈전사의 후예〉
- 브라운 아이드 걸스 – 〈어쩌다〉
- 쥬얼리 – 〈One More Time〉
- 김윤아(with. 쥬얼리, 브라운 아이드 걸스) – 〈매직 카펫 라이드〉
- SG 워너비 – 〈라라라〉/ 〈그 후로 오랫동안〉
- 신승훈 – 〈그 후로 오랫동안〉
- 원더걸스(with. 2PM) – 〈Nobody〉
- 태양(With. 이효리, G-드래곤) – 〈나만 바라봐〉/ 빅뱅, 이효리 – 〈거짓말〉(intro.)/ 〈하루하루〉/ 〈U-Go-Girl〉/ 〈날 봐, 귀순〉/ 〈10 Minutes〉
- 에픽하이 – 〈One〉
- 김창완 밴드(with. 타블로, 미쓰라진) – 〈우두두 다다〉/ 〈개구쟁이〉
- 방대동
- 채연 – 〈연인〉(중국어 ver.)
- 믹키유천 – 〈The Way U Are〉/ 유노윤호 – 〈Rising Sun〉/ 시아준수 – 〈오정반합〉/ 영웅재중 – 〈Purple Line〉/ 최강창민, 동방신기 – 〈Hug〉/ 〈Wrong Number〉/ 〈주문 (MIROTIC)〉
- 비 – 〈My Way〉/ 〈It's Raining〉/ 〈Only You〉/ 〈Don't Stop〉/ 〈Rainism〉

## 출연
- 비 – 오프닝 멘트
- 신동욱, 윤지민 – 신인상 여자부문 시상
- 류덕환, 원더걸스 – 신인상 남자부문 시상
- 변진섭, 백지영 – 발라드 알앤비 음악상 시상
- 박주만, 진재영 – 옥션 네티즌 인기상 시상
- 김현수, 홍수아 – 댄스 음악상 시상
- 황성철, 안혜경 – KFC OST상 시상, SG 워너비 일본 현장 공연 소개(안혜경만)
- 클론 – 2부 오프닝
- 김신영 – 하우스&일렉트로닉 음악상 시상
- 길, 홍서범 – 힙합 음악상 시상
- 허참, JOO – 록 음악상 시상
- 이진욱, 윤소이 – 남자 가수상 시상
- 태진아, 전혜빈 – 여자 가수상 시상
- 션, 아들 파랑 – 멘트
- 김병만, 노우진, 류담 – 《개그콘서트》 달인 패러디
- 이완, 고은아 – 해외 시청자상 시상
- 소이 – 중국 현지 중계 무대 소개
- 채연 – 중국 현지 아시아 뉴 스타상 시상
- 박태환 – 여자 그룹상 시상
- 이천희, 윤진서 – 남자 그룹상 시상
- 이기상, 최할리 – 멘트
- 이기우, 박진희 – 뮤직비디오 작품상 시상
- 봄여름가을겨울 – 올해의 노래상 시상
- 신승훈 – 올해의 가수 시상
- 김창완 – 올해의 앨범상 시상
- 비 – 엔딩 멘트